# دیمیتری زد گاربوزوف
دیمیتری زد گاربوزوف (۲۷ اکتبر ۱۹۴۰، سوردلوفسک (یکاترینبورگ) - اوت ۲۰ ۲۰۰۶ پرینستون، نیوجرسی) یکی از پیشگامان و مخترعان لیزرهای دیودی دمای اتاق موج پیوسته-عملیاتی و لیزرهای دیودی توان-بالا بود.
اولین لیزرهای دیودی موج-پیوسته در دمای اتاق با موفقیت ابداع، توسعه و تقریباً همزمان در انجمن فیزیکی-فنی آیف در لنینگراد، روسیه توسط تیمی شامل گاربوزوف و ژورس آلفروف (برنده جایزه نوبل فیزیک ۲۰۰۰)، و توسط تیم رقیب آی هایاشی و ام پانیش در آزمایشگاه‌های تلفن بل در موری هیل، نیوجرسی به نمایش درآمد. هر دو تیم در سال ۱۹۷۰ به این موفقیت دست یافتند. گاربوزوف همچنین مسئول توسعه لیزرهای دیودی عملی توان-بالا، با بازدهی-بالا در انواع باندهای طول‌موج از طول‌موج‌های مرئی تا فروسرخ-میانی بود.
به دنبال پرسترویکا، گاربوزف، که به عنوان یک دانشمند و مدیر برجسته و محترم در سیستم تحقیقات علمی شوروی خدمت کرده بود، یک گروه تحقیقاتی در غرب تأسیس کرد که چندین دانشمند مهاجر روسی را استخدام می‌کرد و همزمان به سه شرکت انتفاعی آمریکایی کمک می‌کرد.

## استناد
- H. Lee, P.K. York, R.J. Menna, R.U. Martinelli, D.Z. Garbuzov, S.Y. Narayan, and J.C. Connolly, Room-temperature 2.78 µm AlGaAsSb/InGaAsSb quantum-well lasers, Applied Physics Letters volume 66, issue 15, page 1942,(1995)
- D.Z. Garbuzov et al."2.3-2.7 room temperature CW operation of InGaAsSb/AlGaAsSb broad waveguide SCH-QW diode lasers". IEEE Photon. Technology Letters v. 11 pp. 794–796, (1999).
- G. Gu, D.Z. Garbuzov, P.E. Burrows, S. Venkatesh, S.R. Forrest, and M.E. Thompson, High-external-quantum-efficiency organic light-emitting devices, Optics Letters volume 22, page 396.
- V. Bulović, V.B. Khalfin, G. Gu, P.E. Burrows, D.Z. Garbuzov, S.R. Forrest Weak microcavity effects in organic light-emitting devices, Physical Review B volume 58, page 3730.
- L.J. Mawst, A. Bhattacharya, J. Lopez, D. Botez, D. Z. Garbuzov, L. DiMarco, J. C. Connolly, M. Jansen, F. Fang, and R.F. Nabiev,.8 W continuous wave front-facet power from broad-waveguide Al-free 980 nm diode lasers, Applied Physics Letters volume 69, page 1532.

## ثبت اختراعات ایالات متحده
| شماره ثبت اختراع | عنوان                                                                                            |
| ---------------- | ------------------------------------------------------------------------------------------------ |
| ۷٬۰۸۴٬۴۴۴        | روش و ابزاری برای بهبود کارایی در قطعات منبع تابش نور-الکترونیکی                                 |
| ۶٬۶۵۰٬۶۷۱        | لیزرهای دیودی نیم‌رسانا با واگرایی پرتو بهبودیافته                                                |
| ۶٬۶۵۰٬۰۴۵        | صفحه نمایش پیکربندی پیکسلی mesa                                                                  |
| ۶٬۶۰۰٬۷۶۴        | لیزر نیم‌رسانا تک-مد با توان-بالا                                                                 |
| ۶٬۵۵۶٬۶۱۱        | لیزرهای بازتابنده براگ توزیعی با نوار گسترده با ویژگی‌های زاویه‌ای و طیفی بهبودیافته               |
| ۶٬۴۵۹٬۷۱۵        | تقویت‌کننده قدرت تزویج‌شده مشبک نوسان‌ساز-اصلی با بخش تقویت‌کننده زاویه‌دار                           |
| ۶٬۴۰۴٬۱۲۵        | روش و دستگاهی برای انجام تبدیل طول‌موج با استفاده از فسفر با دیودهای نور گسیل                     |
| ۶٬۳۶۶٬۰۱۸        | دستگاهی برای انجام تبدیل طول‌موج با استفاده از فسفرهای دارای دیودهای نور گسیل                     |
| ۶٬۳۳۰٬۲۶۳        | دیود لیزری دارای چاه‌های کوانتومی جداشده و بسیار فشرده‌شده                                         |
| ۶٬۳۰۱٬۲۷۹        | لیزرهای دیودی نیم‌رسانا با کنترل حسگر حرارتی دمای ناحیه فعال                                      |
| ۶٬۱۳۳٬۵۲۰        | سلول ترموفوتولتائیک پیوندناهمگون                                                                 |
| ۶٬۱۲۵٬۲۲۶        | افزاره‌های نور گسیل دارای روشنایی بالا                                                            |
| ۶٬۰۹۱٬۱۹۵        | صفحه نمایش پیکربندی پیکسلی mesa                                                                  |
| ۶٬۰۴۶٬۵۴۳        | قابلیت اطمینان بالا، بازدهی بالا، افزاره‌های نور گسیل آلی قابل مجتمع‌سازی و روش‌های تولیدسازی مشابه |
| ۶٬۰۰۵٬۲۵۲        | روش و دستگاه اندازه‌گیری خواص طیفی فیلم                                                           |
| ۵٬۹۸۶٬۲۶۸        | پوشش تابناک آلی برای آشکارسازهای نور                                                             |
| ۵٬۸۷۴٬۸۰۳        | قطعه نور گسیل با پشته اوال‌ائی‌دی و مبدل‌پایین فسفر                                                 |
| ۵٬۸۳۴٬۸۹۳        | افزاره‌های نور گسیل آلی با کارایی بالا با ساختارهای جهت‌دهی نور                                    |
| ۵٬۸۱۸٬۸۶۰        | لیزر دیودی نیم‌رسانا با توان بالا                                                                 |